# マツダ・ライトバス

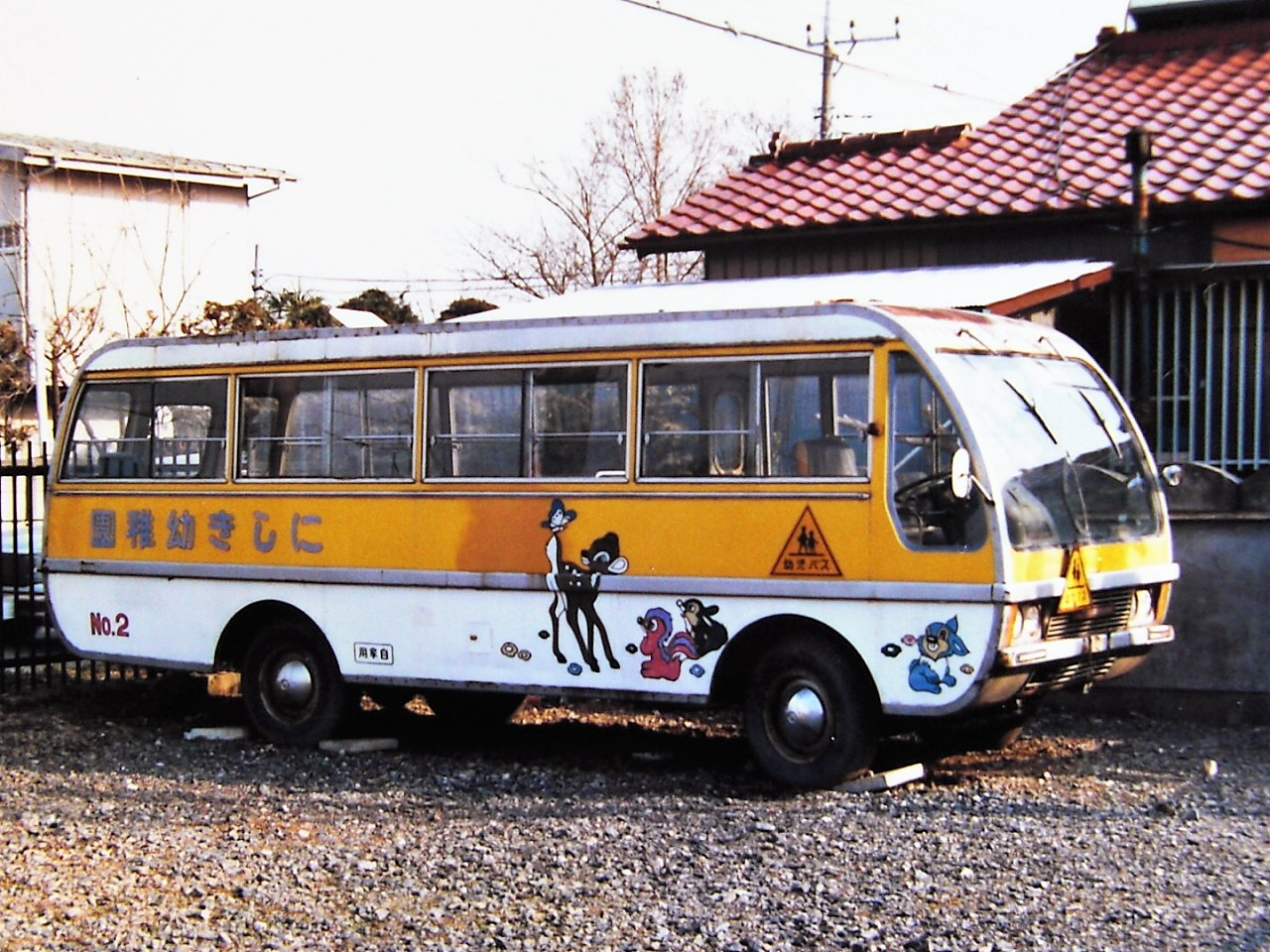
マツダライトバス タイプA（廃車体）

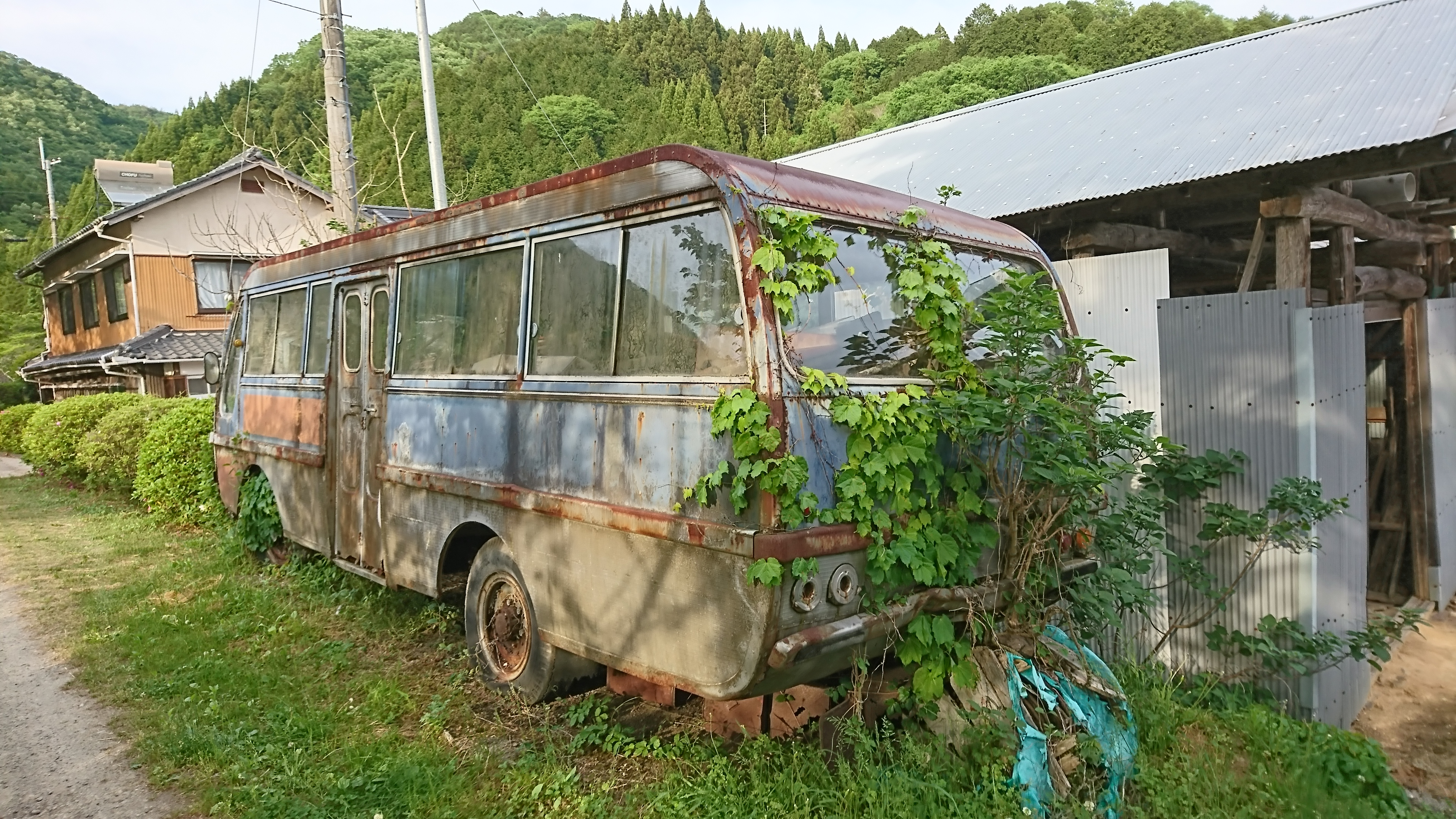
マツダ・ライトバス タイプA（後方から）

マツダ・ライトバスは、東洋工業（現・マツダ）から発売されたマイクロバス。

## 歴史
1964年（昭和39年）に東京モーターショーにコンセプトモデル出品。その翌年の5月にAタイプの市販を開始する。
1965年（昭和40年）1月に発売された同社の2トン積トラックE2000とメカニズムを共用しており、ラダーフレームと4輪リーフリジッドのシャシに、水冷直列4気筒OHV2,000 cc・81馬力のガソリンエンジンを搭載する。
ボディは川崎航空機工業製で、アルミと鋼板を用い、前後が曲面で構成されている、当時としては先鋭的でスタイリッシュな外観が特徴。1966年（昭和41年）に登場したCタイプは西日本車体工業製の全鋼製ボディで、Aタイプと比べるとおとなしいものの、大型のフロントウインドシールドを用い、丸みを帯びた特徴的なデザインである。
1967年（昭和42年）9月、英国パーキンス（英語版）との技術提携による水冷直列4気筒OHV 2,522 cc・77馬力のXA型ディーゼルエンジン搭載車を追加（Aタイプ・Cタイプとも）。
1972年（昭和47年）、パークウェイに後を託す型でそのまま終売。

## 関連番組など
- さがせ!幻の絶版車 - レギュラー番組への道の枠で放送された、NHKのテレビ番組。2021年5月28日に本車が取り上げられた[3]。